# Réseau calcanéen
Le réseau calcanéen est un ensemble d'anastomoses artérielles du membre inférieur situées dans le pied autour du calcanéus.
Les anastomoses unissent  le rameau perforant de l'artère fibulaire, le rameau malléolaire latéral de l'artère fibulaire d'une part aux artères tarsienne latérale et plantaire latérale.